# Souvrství Anacleto

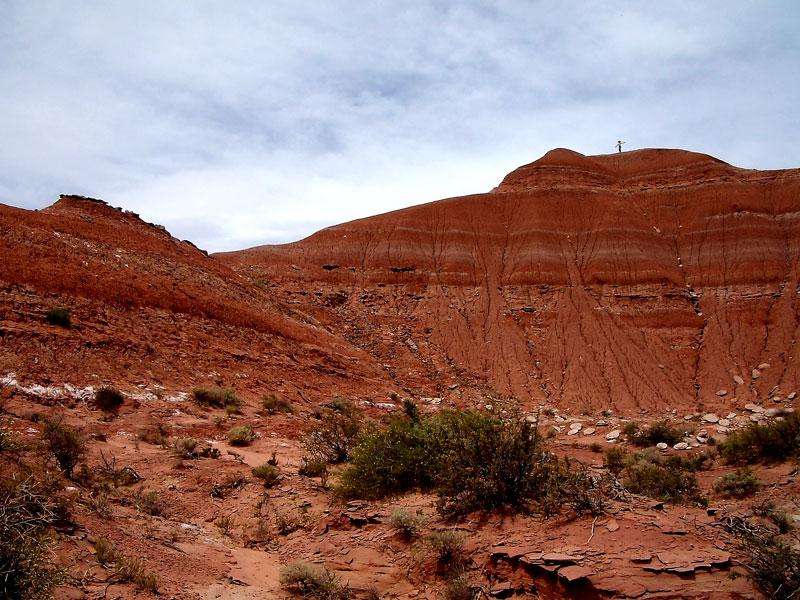
Sedimentární výchozy souvrství Anacleto.

Souvrství Anacleto je geologickou formací z období pozdní křídy (geologický věk kampán, stáří 83 až 74 milionů let), jehož sedimentární výchozy se nacházejí na území argentinské provincie Mendoza, Río Negro a Neuquén.

## Charakteristika

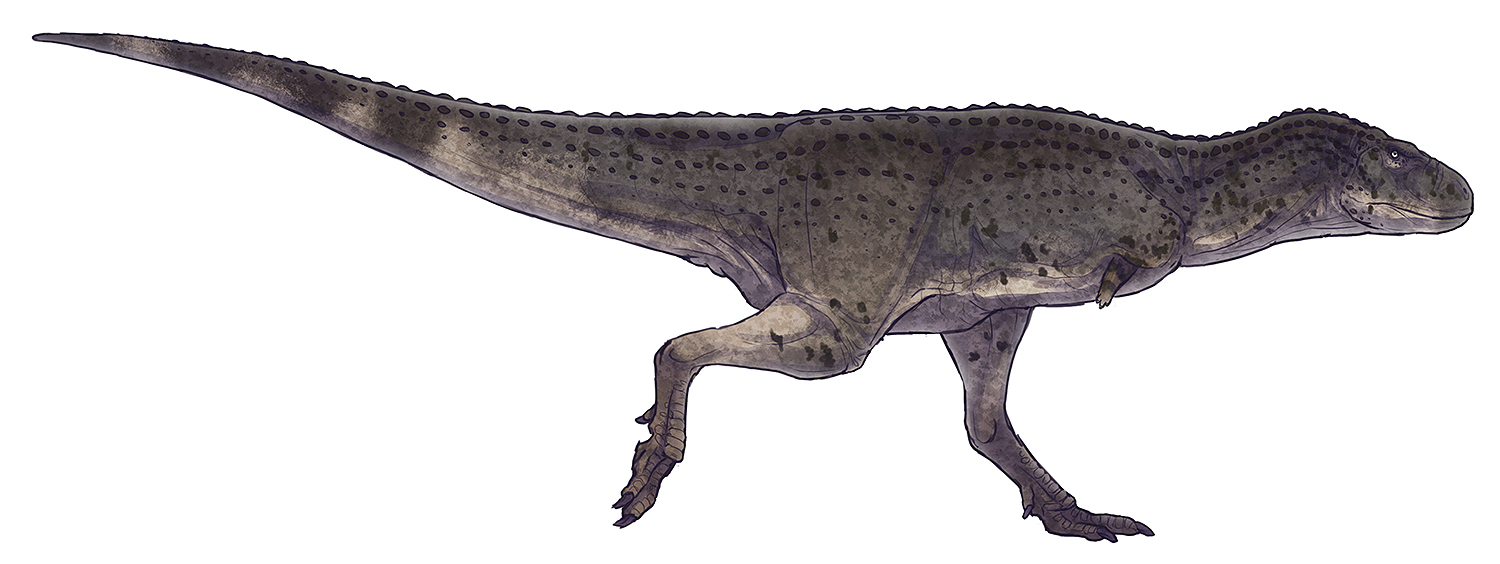
Aucasaurus garridoi - zástupce fauny souvrství Anacleto.

Převládajícím typem horniny v tomto souvrství je jílovec a mocnost sedimentů dosahuje 60 až 90 metrů. Ze sedimentů tohoto souvrství jsou známé některé populární druhy dinosaurů, zejména velký titanosaurní sauropod rodu Antarctosaurus (jehož další druh A. "giganteus" patřil k největším známým sauropodům vůbec), dále malý ornitopod rodu Gasparinisaura nebo středně velký abelisauridní teropod rodu Aucasaurus.
Byly odtud dosud popsány také čtyři další rody sauropodních dinosaurů, a to Pellegrinisaurus, Barrosasaurus, Neuquensaurus a Chadititan. Objevena byla také vzácná a vědecky cenná dinosauří embrya ve fosilních vejcích, která pomohla vylepšit znalosti paleontologů o rozmnožování, růstu a vývoji sauropodních dinosaurů. Z dalších obratlovců jsou odtud známé fosilie různých druhů ještěrů, krokodýlovitých plazů, vývojově primitivních savců a praptáků. Objeveny byly také vzácné otisky stop sauropodů i s otištěnými drápy. Ty patřily menším až středně velkým titanosaurům o délce asi 11 až 14 metrů.
V sedimentech tohoto souvrství byly objeveny také vzácné fosilní stopy ptakoještěrů. Ty paleontologům pomohly učinit si lepší představu o biodiverzitě (druhové rozmanitosti) pterosaurů v Jižní Americe v průběhu období pozdní křídy.